# Martîșkivți, Lanivți
Martîșkivți (în ucraineană Мартишківці) este un sat în comuna Mala Bilka din raionul Lanivți, regiunea Ternopil, Ucraina.

## Demografie
Componența lingvistică a localității Martîșkivți
     Ucraineană (100%)
Conform recensământului din 2001, toată populația localității Martîșkivți era vorbitoare de ucraineană (100%).